# Лако, Том
Том Лаку (фр. Tom Lacoux; родился 25 января 2002, Бордо, Франция) — французский футболист, полузащитник венгерского клуба «Уйпешт».

## Футбольная карьера
Том — уроженец французского города Бордо, расположенного на юго-западе Франции, в центре исторической области Аквитания и современного департамента Жиронда. Занимался футболом в местной команде «Стад Борделе», в 13 лет перешёл в академию клуба «Бордо». С сезона 2019/2020 — игрок второй команды клуба. Дебютировал за неё 23 ноября 2019 года в поединке против «Шовиньи». Всего в дебютном сезоне сыграл шесть встреч.
5 июля 2020 года Том подписал с «Бордо» свой первый профессиональный контракт. Сезон 2020/2021 также начал во второй команде, однако сыграл только три игры и был переведён в команду основную. Дебютировал за неё 23 декабря 2020 года в поединке Лиги 1 против «Реймса», выйдя на замену на 90-й минуте вместо Ясина Адли. Всего в дебютном сезоне провёл 13 встреч, к концу сезона стал игроком стартового состава.